# 鄭廉
鄭廉（1628年—1710年），字介夫，號石廊，晚年自號柳下野人，河南歸德府商丘縣穀熟集（今河南省商丘市虞城縣穀熟鎮）人，清初文學家、史學家。

## 生平
鄭廉祖先因功被授予歸德衛百戶之職，家產殷實。15歲時，李自成、羅汝才、袁時中起義軍聯合攻克歸德府城，鄭廉被羅汝才軍俘獲，後來得以逃脫。清順治二年（1645年），清兵佔領歸德，鄭廉考中秀才，進入府學。鄭廉此後13次科舉不中，遂放棄仕途，四處交遊，並發憤著書。晚年主理范文正公書院。

## 著作
鄭廉著有《豫變紀略》、《柳下堂文集》、《柳下堂詩集》和《柳下堂遺集》。